# Bois de la Foretaille
Le bois de la Foretaille est une forêt située entre les communes genevoises de Bellevue et de Pregny-Chambésy, en Suisse.

## Localisation et Géographie

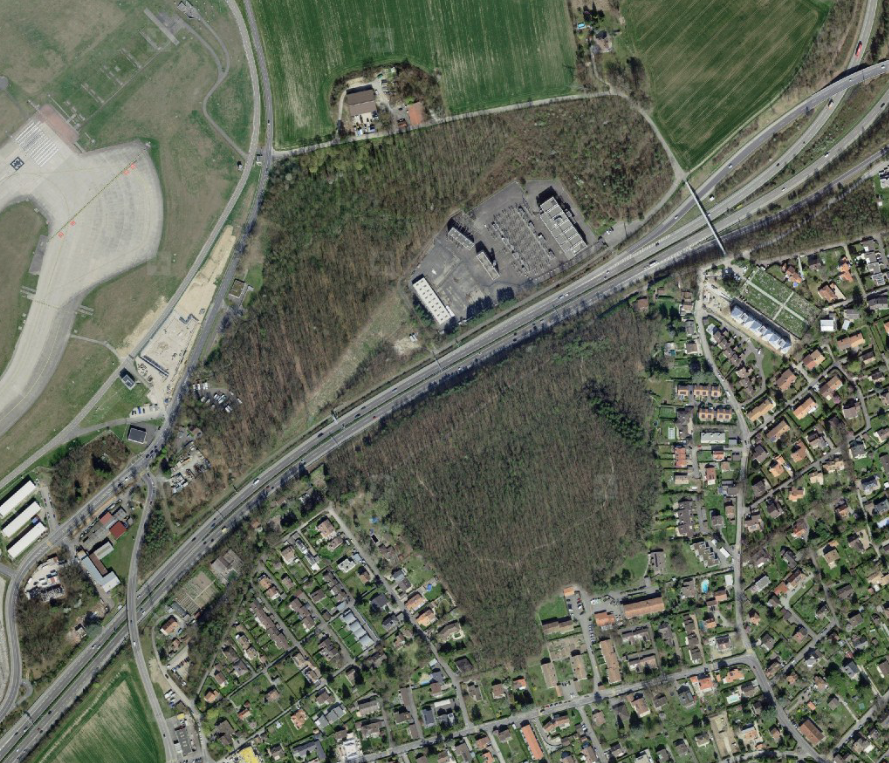
Photo satellite du bois (par Swisstopo).

Entouré de zones résidentielles et agricoles, le bois de la Foretaille s'étend sur la rive droite de la campagne genevoise, à cheval sur les communes de Pregny-Chambésy et de Bellevue. Plus précisément, il se situe dans les localités de Chambésy et de Colovrex.
L'autoroute A1 traverse le bois le long de la frontière communale, le scindant ainsi en deux.

### Côté Belleviste
Un chemin piétonnier longe le bois et l'autoroute, reliant le chemin des Clys à la route de Colovrex. Au cœur du bois, une centrale électrique des SIG approvisionne l’aéroport international de Genève.
Le ruisseau de la Foretaille prend sa source au niveau de la route de Colovrex avant de traverser le bois en direction de la centrale électrique. À partir de là, il est canalisé sous terre pour franchir l'autoroute et se déverser dans le ruisseau du Vengeron, lui-même alimenté par Le Gobé.

### Côté Pregnote-Chambésien

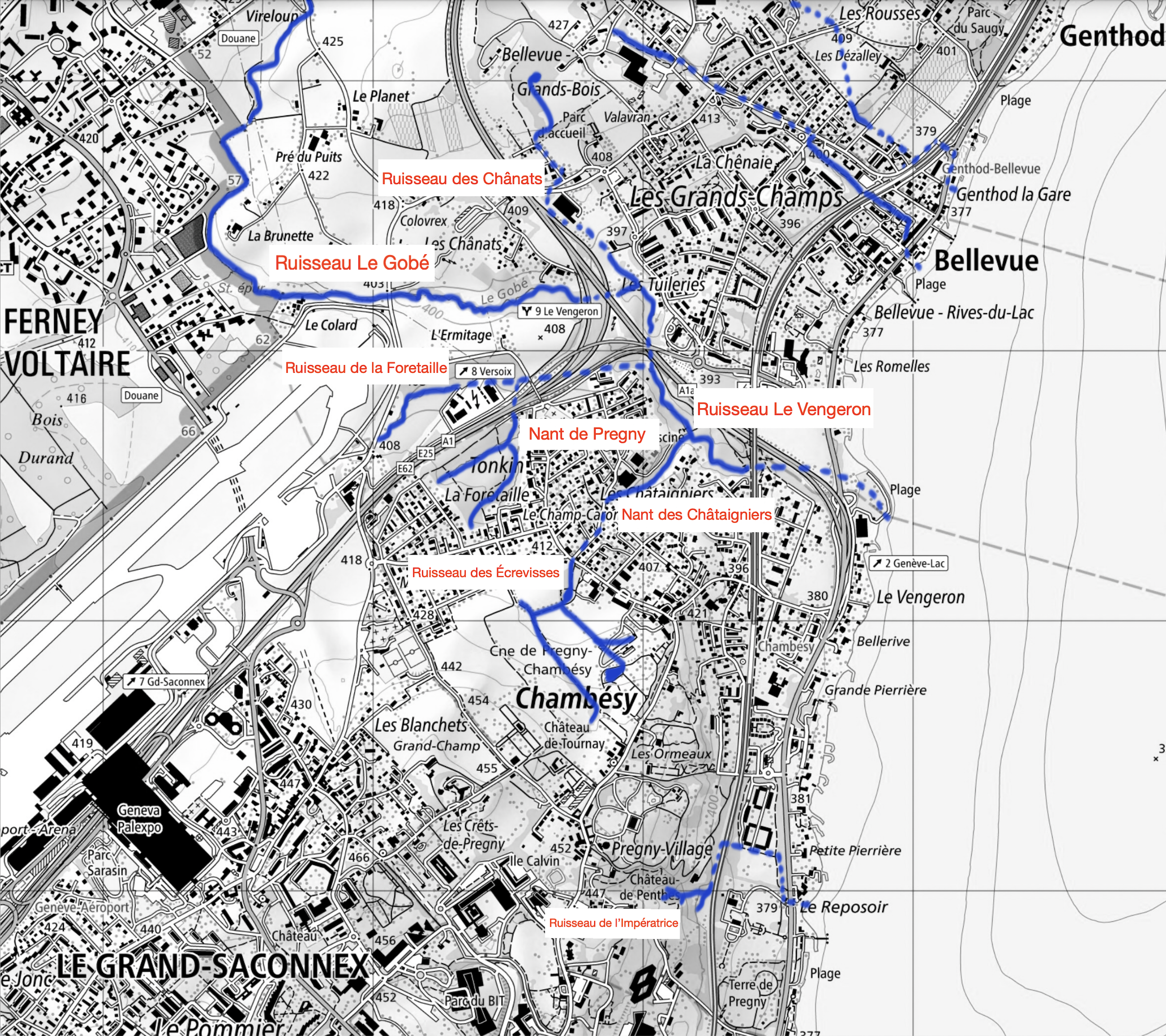
Plan des cours d'eau présent sur le territoire de Pregny-Chambésy.

Le bois est traversé par un chemin piétonnier reliant le chemin des Ruches au chemin de Valérie.
Le nant de Pregny prend sa source au niveau du chemin des Ruches et s’écoule sur environ 400 mètres avant de rejoindre le ruisseau du Vengeron, situé dans le bois des Châtaigniers,.

## Toponymie
Le nom Foretaille dérive de Forest Alle, lui-même composé des mots latins foresta (signifiant « forêt ») et forestare (signifiant « interdire »), suggérant que le bois était autrefois mis à ban.
À noter qu’un lieu-dit la Foretaille existe également sur le territoire de la commune de Collex-Bossy.

## Histoire

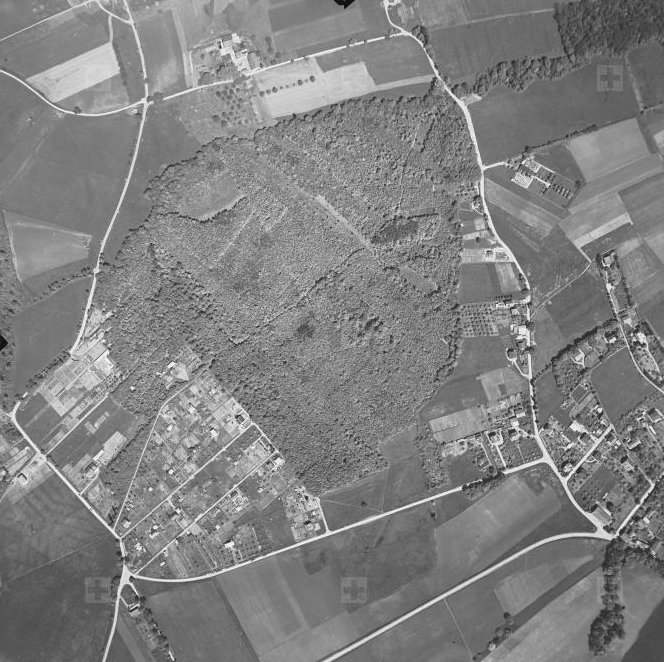
Photo satellite du bois en 1932 (par Swisstopo).

Du Moyen Âge à la fin du XVIIIe siècle, la forêt s’étendait sur une superficie bien plus vaste qu’aujourd’hui, couvrant un territoire allant du Grand-Saconnex à Collex-Bossy. Elle appartenait alors aux seigneurs de Tournay, qui en permettaient l’usage aux paysans des environs. Toutefois, durant la période de chasse, le bois était mis à ban pour la Seigneurie. À la fin du Moyen Âge, les grands défrichements entraînèrent une réduction significative de sa superficie.
Avec la proclamation des municipalités de Pregny et de Collex en 1790, le bois est alors divisé entre ces deux communes.
Le 1er juillet 1855, la création de la commune de Bellevue, issue du détachement d'une partie de Collex, entraîne l’intégration de la partie nord du bois au territoire belleviste.
Le 29 mars 1917, le maire de Pregny-Chambésy, Alfred Boissier, ainsi que le Conseil municipal, souhaitent rendre hommage à Jean-Marie Panissod, qui fut maire de la commune entre 1869 et 1875, puis de 1878 à 1906, en attribuant son nom à une nouvelle avenue. Toutefois, cette décision n’a jamais été entérinée. Il a également été proposé de nommer le chemin piétonnier traversant le bois, côté chambésien, Promenade Panissod, mais ce projet a finalement été abandonné.
Le 22 avril 1942, un incendie ravagea 2 hectares du bois.
À la fin des années 1950, le bois perdit plusieurs hectares. En 1957, la piste de l'aéroport fut allongée de 500 mètres, puis de 1 400 mètres supplémentaires en 1960.
Entre 1963 et 1964, le bois fut coupé en deux par la construction urgente, pour l’exposition nationale suisse de 1964, du tronçon de l’autoroute A1 reliant Genève à Lausanne. En 1969, les frontières communales furent redéfinies, avec Bellevue étendant son territoire au détriment de Pregny-Chambésy.
En 1970, quelques hectares du bois furent détruits pour permettre la construction d'une ligne à haute tension traversant le bois, longeant l’autoroute. Entre 1957 et 1970, le bois a perdu 42 hectares.
Entre 1973 et 1974, les SIG ont installé une centrale électrique pour alimenter l’aéroport de Genève. Plusieurs habitants du quartier de la Foretaille, à Pregny-Chambésy, ont alors saisi le Tribunal fédéral pour obtenir des reboisements compensatoires, ce qui a permis la replantation de 9 hectares.
Le 18 mai 1975, un petit avion bimoteur privé s'est écrasé dans le bois, causant la mort de deux personnes[réf. souhaitée].
En 1977, le squash-club de Pregny-Chambésy, situé à la lisière de la forêt, a envisagé d'agrandir son bâtiment, nécessitant l'abattage de 250 arbres. Face à l'opposition des habitants, de la commune de Pregny-Chambésy et de plusieurs politiciens, des pétitions ont été lancées. L'affaire a été soumise aux commissions du Grand Conseil genevois, et l'autorisation a été refusée par le Département des travaux publics ainsi que par le Département de l'Intérieur et de l'Agriculture. Le squash-club a fait appel, et en 1981, une convention a été signée, permettant l’agrandissement du bâtiment.
Entre 2018 et 2020, d'importants travaux se poursuivent en vue de la construction éventuelle d'une troisième voie d'autoroute à travers la forêt. Côté Chambésien, un mur anti-bruit se construit entre l'autoroute et la forêt.

## Photos

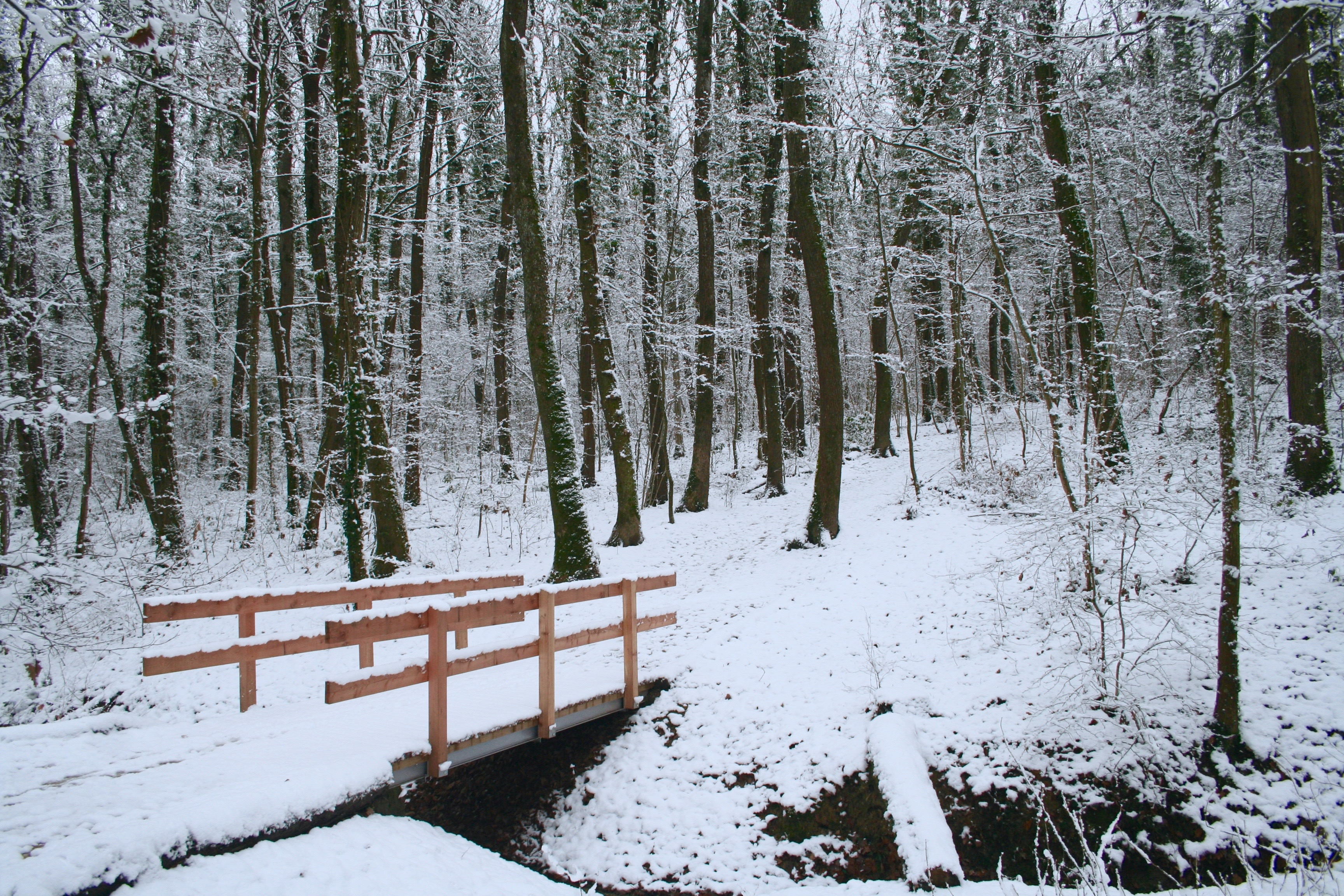
Le premier petit pont en hiver.
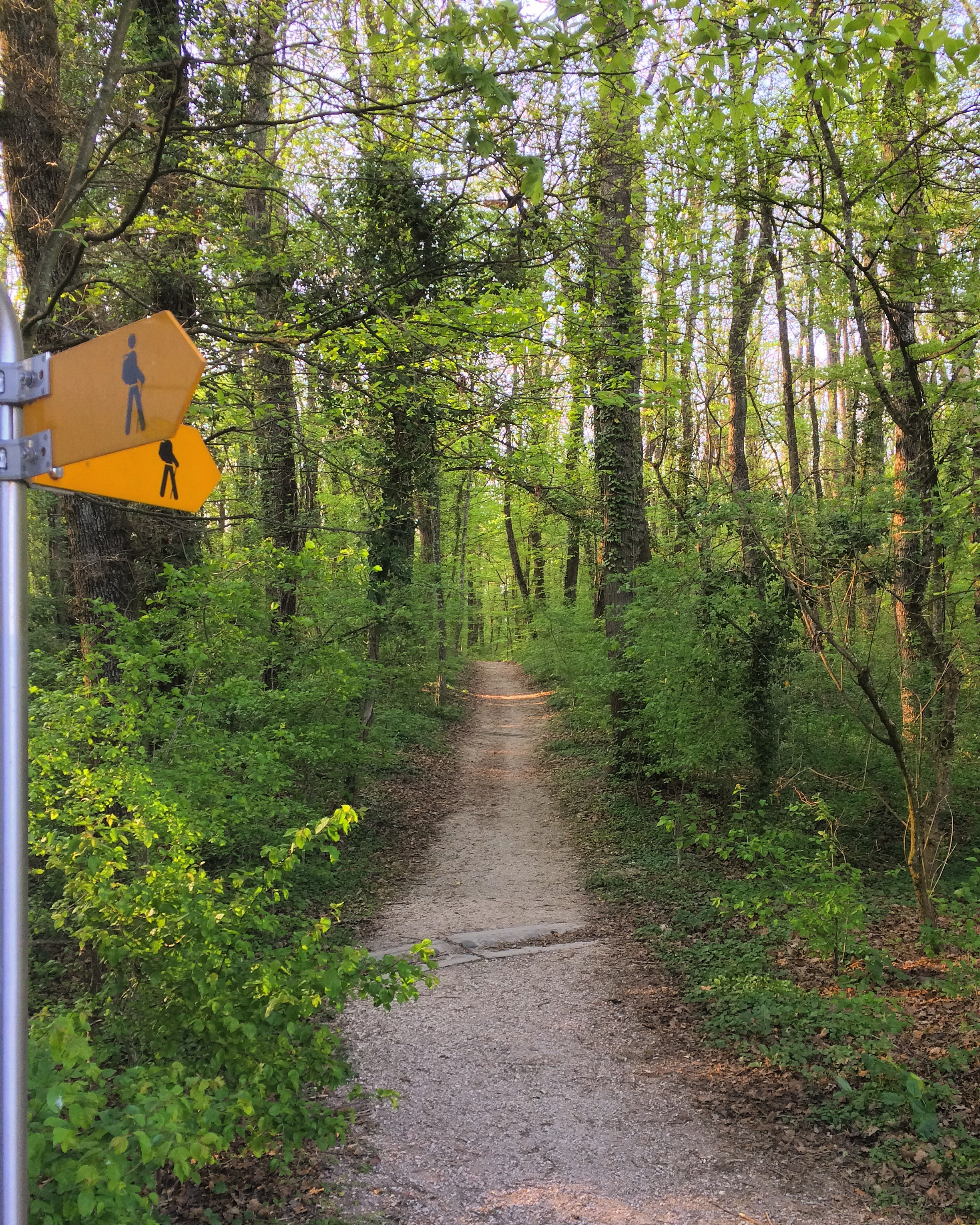
L'entrée du bois depuis l'avenue de la Foretaille.
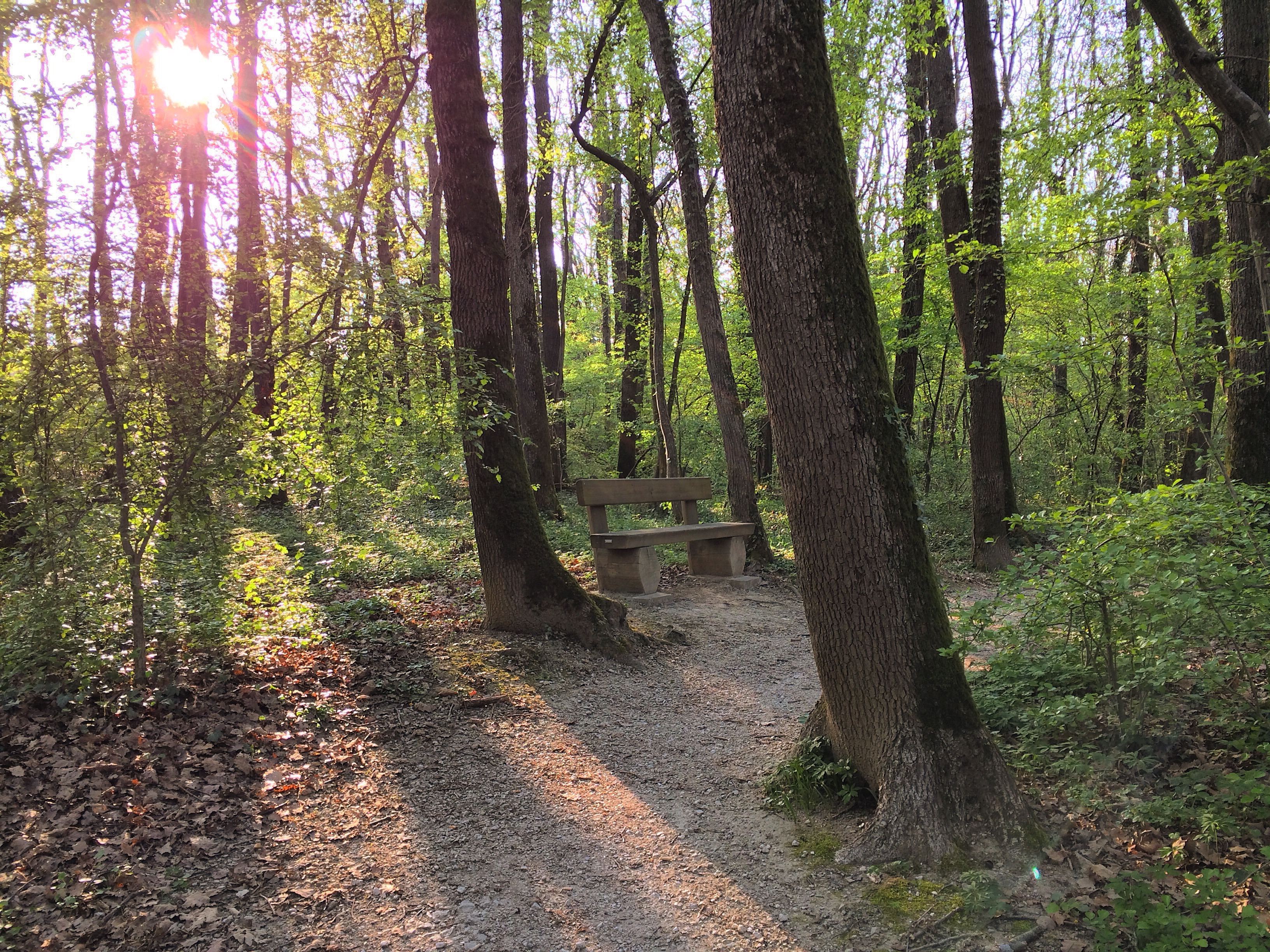
Un banc au bord du chemin.
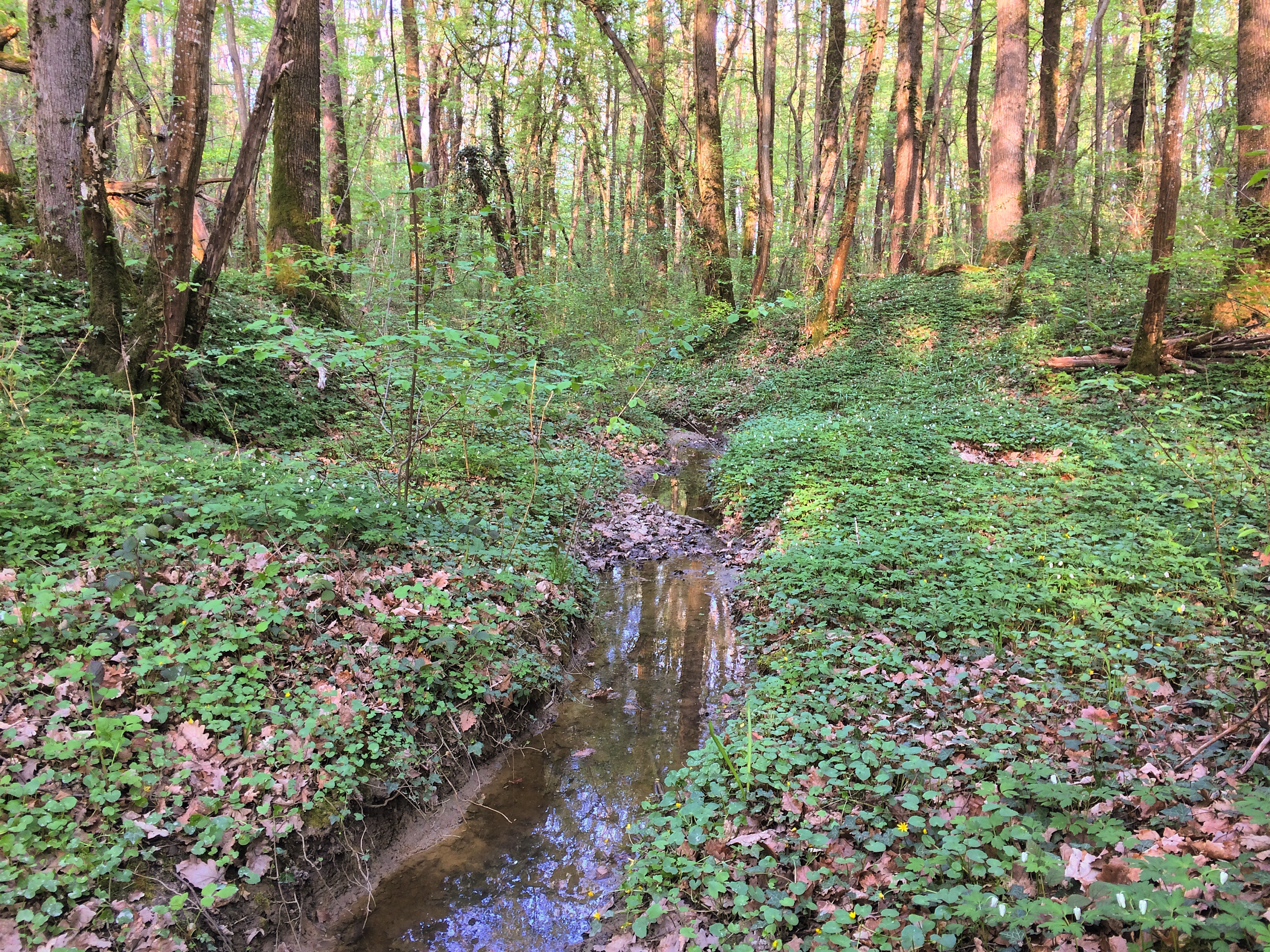
Le nant de Pregny.
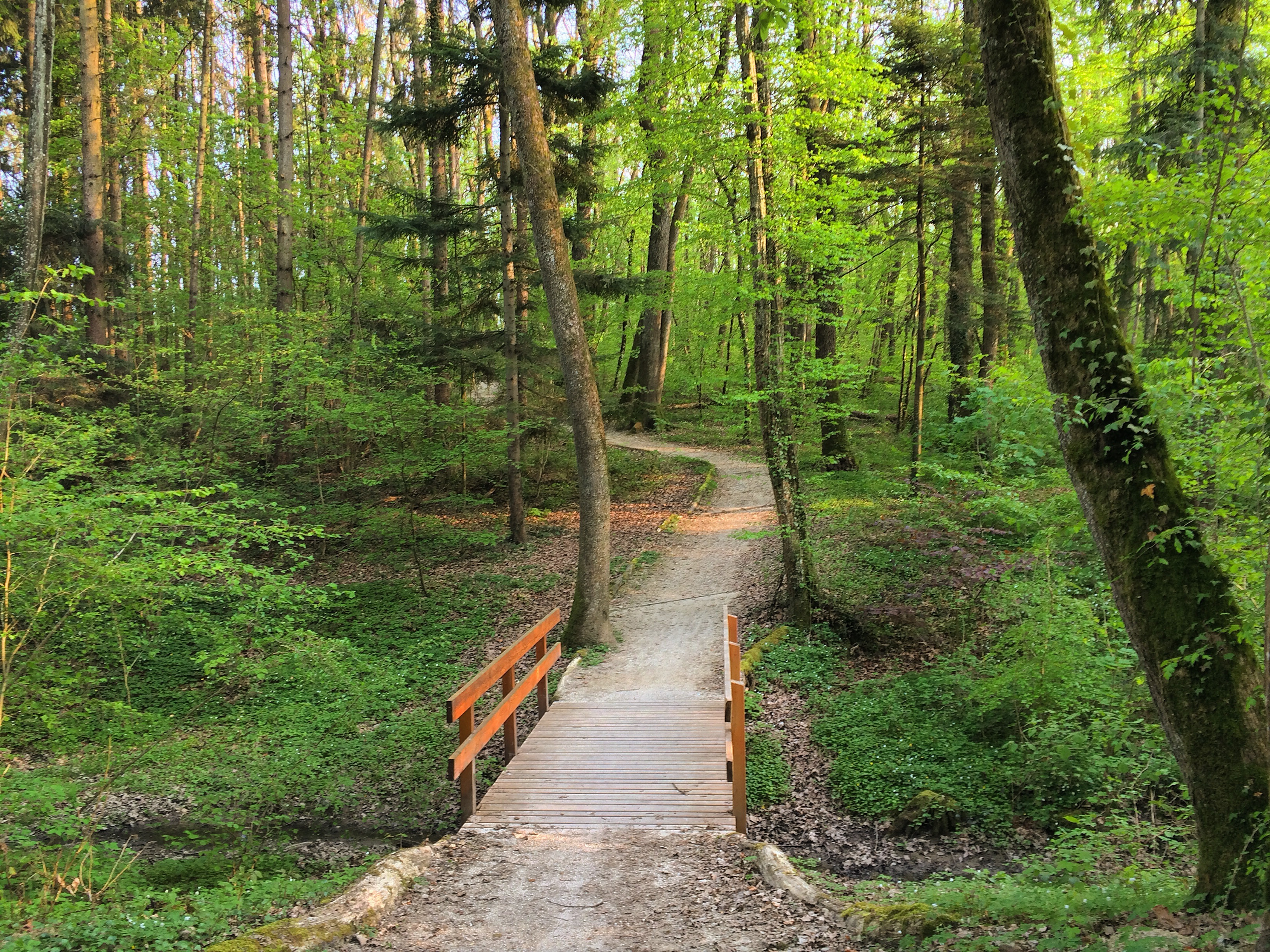
Le deuxième petit pont.
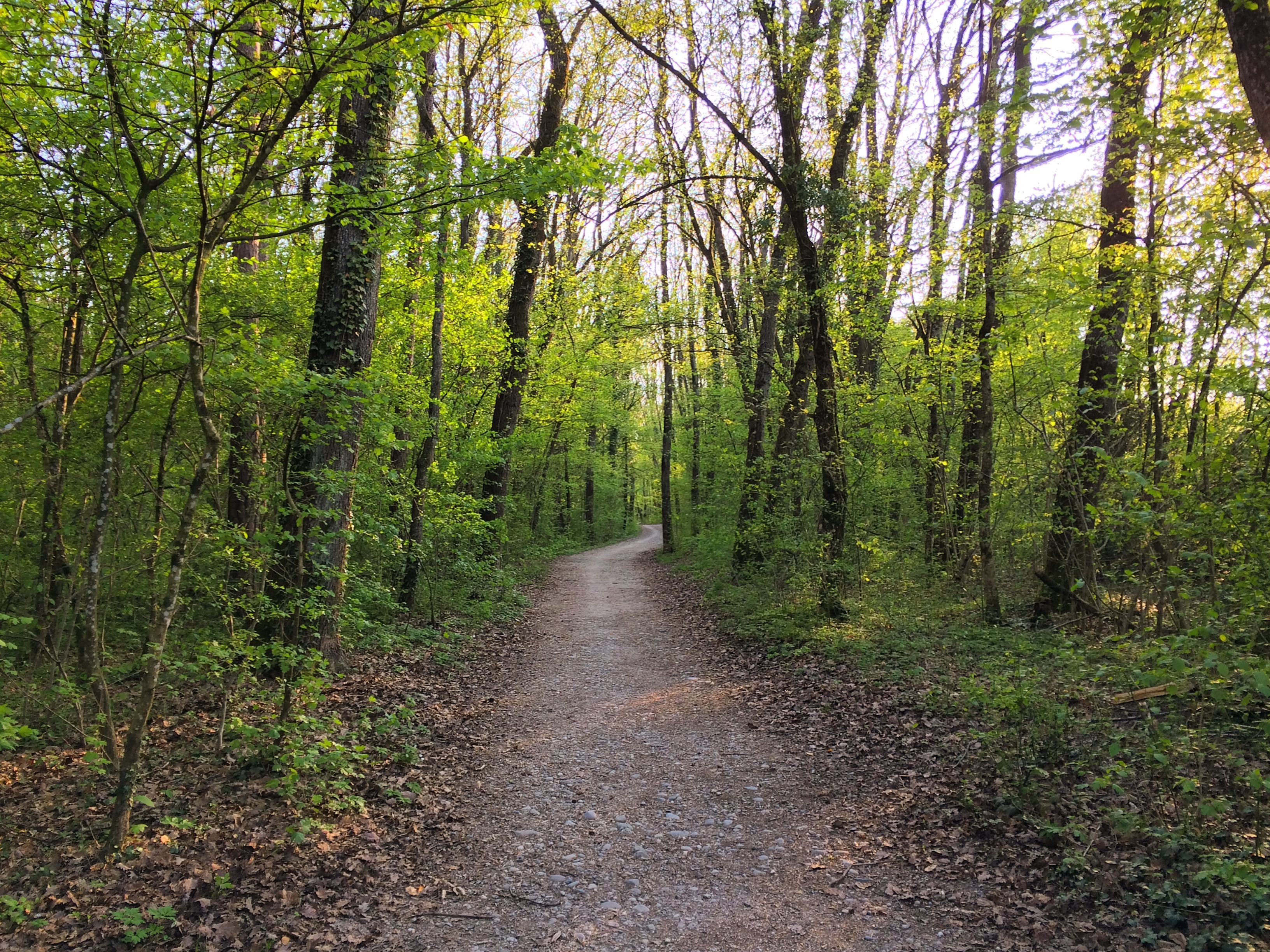
La promenade Panissod.

## Propriétaires
La forêt appartient à plusieurs propriétaires, dont la commune de Pregny-Chambésy, la commune du Grand-Saconnex, l'État de Genève, les SIG, la Fondation pour les terrains industriels de Genève, ainsi que douze familles,.